# Wormaldia congina
Wormaldia congina är en nattsländeart som beskrevs av Malicky och Chantaramongkol 1993. Wormaldia congina ingår i släktet Wormaldia och familjen stengömmenattsländor. Inga underarter finns listade i Catalogue of Life.